# Brancourt-en-Laonnois
Brancourt-en-Laonnois és un municipi francès situat al departament de l'Aisne i a la regió dels Alts de França. L'any 2007 tenia 640 habitants.

## Demografia

### Població
El 2007 la població de fet de Brancourt-en-Laonnois era de 640 persones. Hi havia 244 famílies de les quals 56 eren unipersonals (28 homes vivint sols i 28 dones vivint soles), 84 parelles sense fills, 92 parelles amb fills i 12 famílies monoparentals amb fills.
La població ha evolucionat segons el següent gràfic:
Habitants censats

### Habitatges
El 2007 hi havia 272 habitatges, 246 eren l'habitatge principal de la família, 8 eren segones residències i 18 estaven desocupats. 252 eren cases i 20 eren apartaments. Dels 246 habitatges principals, 219 estaven ocupats pels seus propietaris, 26 estaven llogats i ocupats pels llogaters i 1 estava cedit a títol gratuït; 8 tenien una cambra, 6 en tenien dues, 29 en tenien tres, 73 en tenien quatre i 130 en tenien cinc o més. 197 habitatges disposaven pel capbaix d'una plaça de pàrquing. A 69 habitatges hi havia un automòbil i a 149 n'hi havia dos o més.

### Piràmide de població
La piràmide de població per edats i sexe el 2009 era:
| Homes | Edats   | Dones |
| ----- | ------- | ----- |
| 0     | 95 o +  | 0     |
| 0     | 90 a 94 | 0     |
| 0     | 85 a 89 | 0     |
| 4     | 80 a 84 | 0     |
| 8     | 75 a 79 | 8     |
| 8     | 70 a 74 | 12    |
| 16    | 65 a 69 | 12    |
| 20    | 60 a 64 | 16    |
| 24    | 55 a 59 | 8     |
| 48    | 50 a 54 | 36    |
| 8     | 45 a 49 | 24    |
| 32    | 40 a 44 | 16    |
| 28    | 35 a 39 | 32    |
| 20    | 30 a 34 | 20    |
| 12    | 25 a 29 | 24    |
| 20    | 20 a 24 | 20    |
| 20    | 15 a 19 | 32    |
| 40    | 10 a 14 | 36    |
| 24    | 5 a 9   | 24    |
| 12    | 0 a 4   | 16    |

## Economia
El 2007 la població en edat de treballar era de 442 persones, 302 eren actives i 140 eren inactives. De les 302 persones actives 269 estaven ocupades (150 homes i 119 dones) i 33 estaven aturades (17 homes i 16 dones). De les 140 persones inactives 51 estaven jubilades, 32 estaven estudiant i 57 estaven classificades com a «altres inactius».

### Ingressos
El 2009 a Brancourt-en-Laonnois hi havia 255 unitats fiscals que integraven 649,5 persones, la mediana anual d'ingressos fiscals per persona era de 19.663 €.

### Activitats econòmiques
Dels 11 establiments que hi havia el 2007, 1 era d'una empresa de fabricació d'altres productes industrials, 5 d'empreses de construcció, 2 d'empreses de comerç i reparació d'automòbils, 1 d'una empresa financera, 1 d'una empresa immobiliària i 1 d'una empresa classificada com a «altres activitats de serveis».
Dels 4 establiments de servei als particulars que hi havia el 2009, 1 era un taller de reparació d'automòbils i de material agrícola, 1 paleta, 1 guixaire pintor i 1 lampisteria.
L'únic establiment comercial que hi havia el 2009 era una fleca.
L'any 2000 a Brancourt-en-Laonnois hi havia 3 explotacions agrícoles que ocupaven un total de 93 hectàrees.

## Equipaments sanitaris i escolars
El 2009 hi havia una escola elemental.

## Poblacions més properes
El següent diagrama mostra les poblacions més properes.